# Цеханувко
Цеханувко (пол. Ciechanówko) — село в Польщі, у гміні Лідзбарк Дзялдовського повіту Вармінсько-Мазурського воєводства.
Населення — 208 осіб (2011).
У 1975-1998 роках село належало до Цехановського воєводства.

## Демографія
Демографічна структура станом на 31 березня 2011 року:
|          | Загалом | Допрацездатний вік | Працездатний вік | Постпрацездатний вік |
| -------- | ------- | ------------------ | ---------------- | -------------------- |
| Чоловіки | 114     | 21                 | 89               | 4                    |
| Жінки    | 94      | 19                 | 59               | 16                   |
| Разом    | 208     | 40                 | 148              | 20                   |